# Naucleopsis jamariensis
Naucleopsis jamariensis är en mullbärsväxtart som beskrevs av C. C. Berg. Naucleopsis jamariensis ingår i släktet Naucleopsis och familjen mullbärsväxter. Inga underarter finns listade i Catalogue of Life.